# Hera (Cristo Rei)
Der osttimoresische Suco Hera liegt im Verwaltungsamt Cristo Rei der Gemeinde Dili. Hauptort ist Hera.

## Name
Der Ortsname Hera stammt aus dem Mambai, das in der Region traditionell gesprochen wurde, bevor sich hier das Tetum etablierte. „Hera“ bedeutet „Erdspalte“.

## Geographie
Der Suco bildet den Osten des Verwaltungsamts Cristo Rei. Westlich liegen die ebenfalls zu Cristo Rei gehörenden Sucos Meti Aut und Camea. Im Osten befindet sich das Verwaltungsamt Metinaro mit seinem Suco Sabuli. Im Süden grenzt Hera an die zur Gemeinde Aileu gehörenden Sucos Liurai und Acumau (Verwaltungsamt Remexio). Westlich von Hera mündet in der Regenzeit der Fluss Hahic in die Straße von Wetar, noch ein Stück weiter westlich fließt der Quik (Mota Quic). An der Küste bildet den westlichsten Punkt von Hera das Kap Fatu Cama und die gleichnamige Bucht. Östlich liegt der Strand Dolok Oan, gefolgt vom Ponta Fatossídi, der Bucht von Fatossídi, dem Ponta Fatomano, dem Ponta Séri Tútun und schließlich der Bucht von Hera. Aus dem Kap Fatu Cama steigt eine Hügelkette entlang der Grenze zu Meti Aut an bis zum Berg Cacusa (494 m).
Vor der Gebietsreform 2015 hatte Hera eine Fläche von 41,24 km². Nun sind es 53,10 km². Der Suco teilt sich in die sechs Aldeias Acanuno (Acanunu, Akanunu), Ailoc Laran (Ailoklaran, Ailok Laran), Halidolar (Hali Dolar), Moris Foun, Mota Quic (Mota Ki'ik, Motaquic, Motaquia, Motakik) und Sucaer Laran (Sakaer Laran).
Im Osten des Sucos liegen um das Zentrum Heras herum die Ortsteile Lepos, Ailoc Laran, Beraka Berukulun, Besidada, Bemanotolu, Manoroni und Mantarlido. Im Zentrum des Sucos befinden sich die Orte Jembatankik, Bidik, Liqirahu, Mota Quic, Caremon, Sidara, Acanuno, Montensaun, Airiti und Lolesu. Im Südwesten liegt der Ort Raimia. An der Grenze zu Meti Aut befindet sich der Ort Ailele Hun (Ailelehu). Im Osten kam durch die Gebietsreform 2015 Pasir Putih von Sabuli zu Hera.

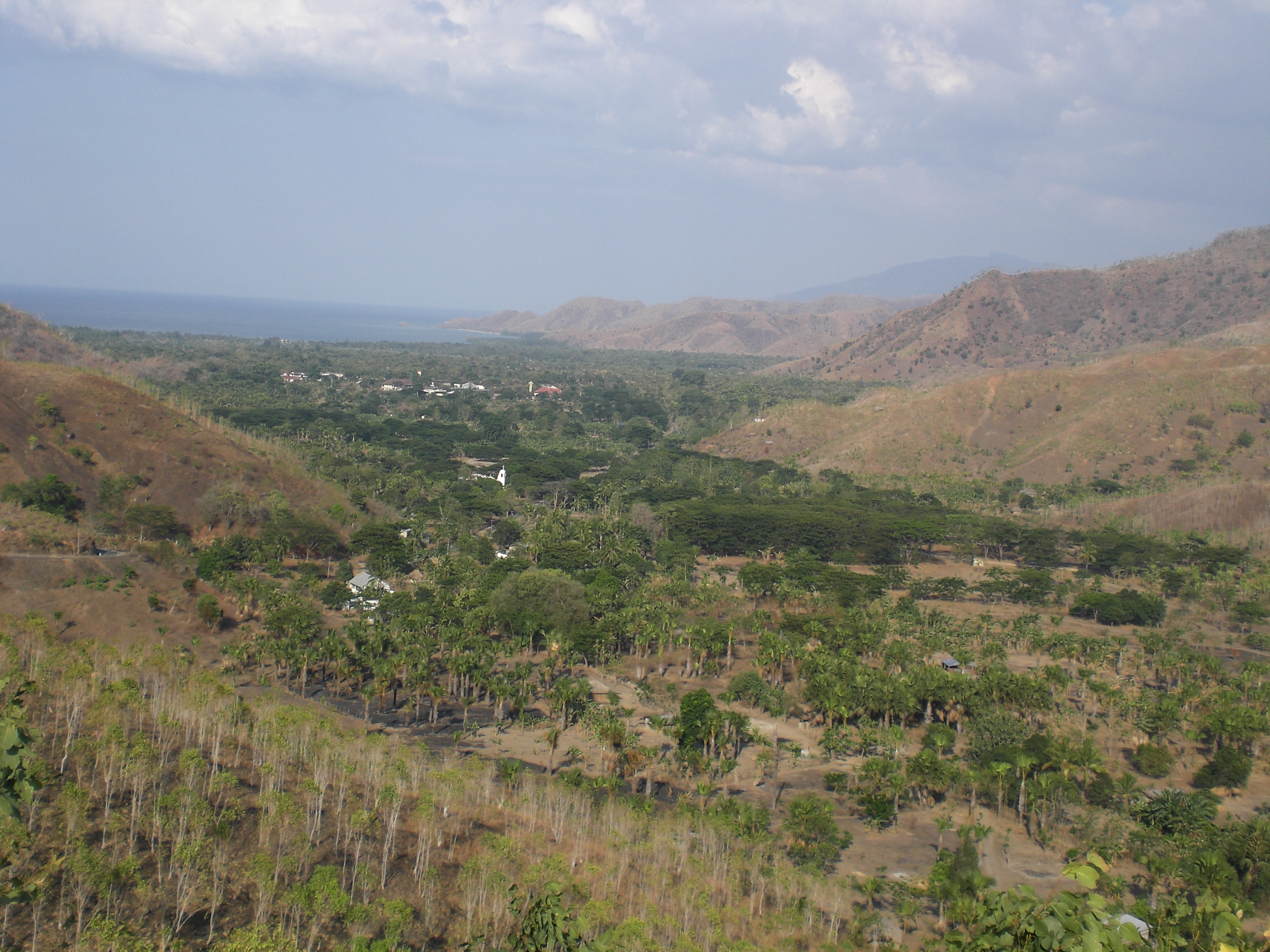
Hera im November (Ende der Trockenzeit)
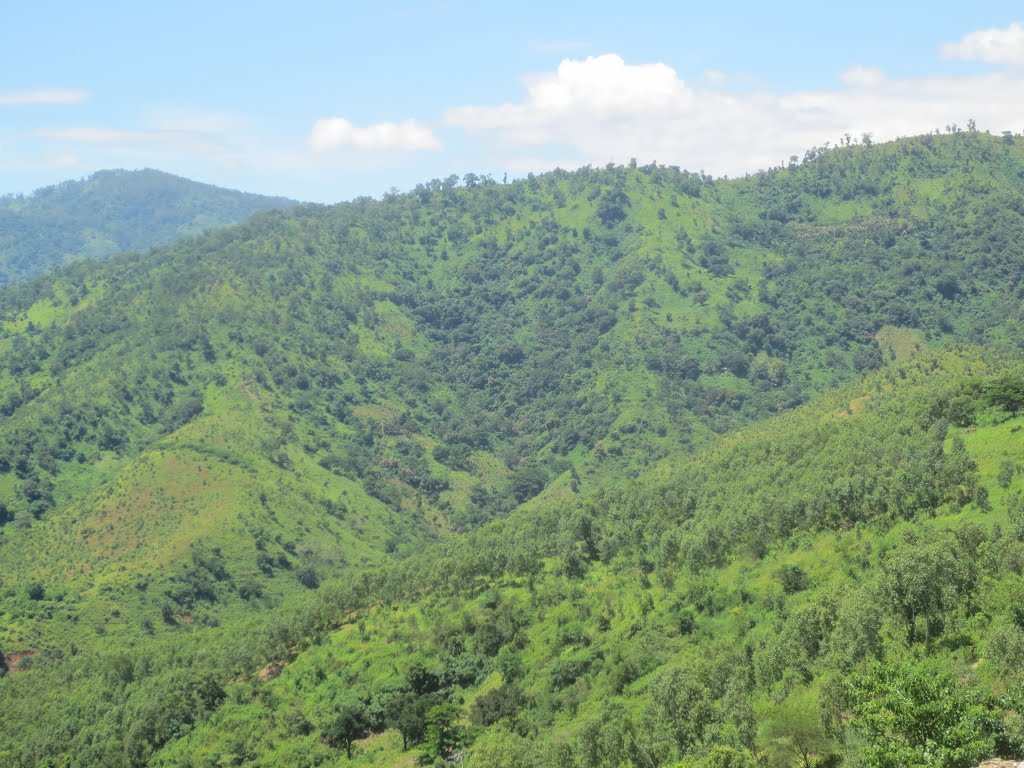
Hera im April (Ende der Regenzeit)
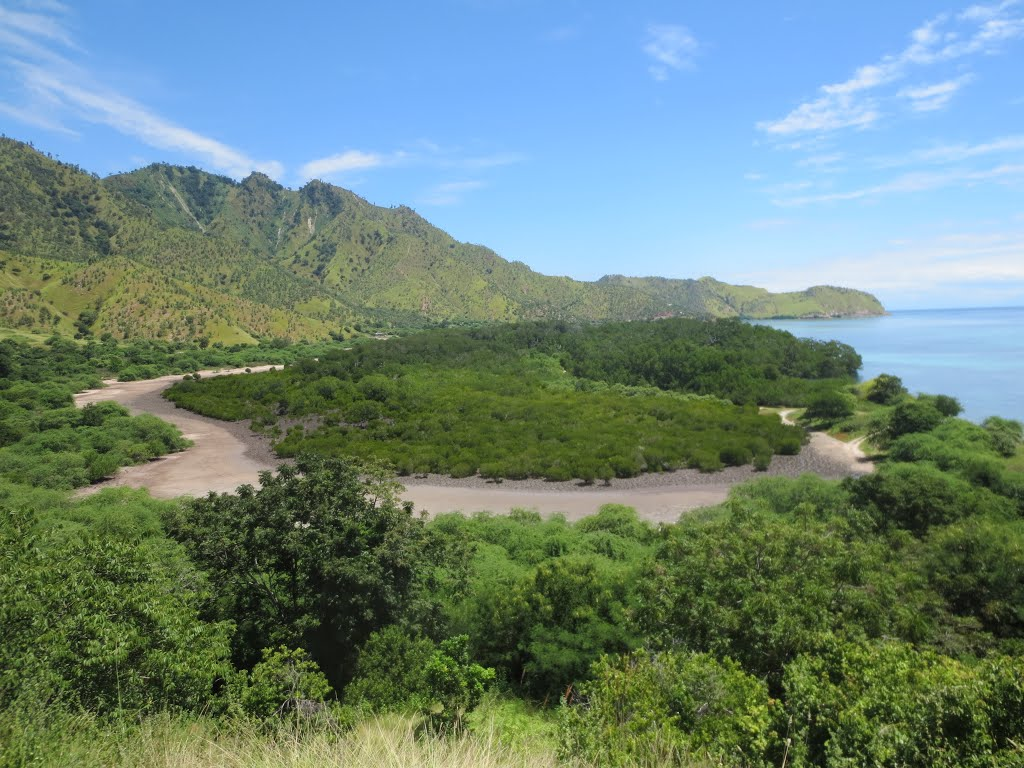
Mangroven westlich des Pontas Fatomano
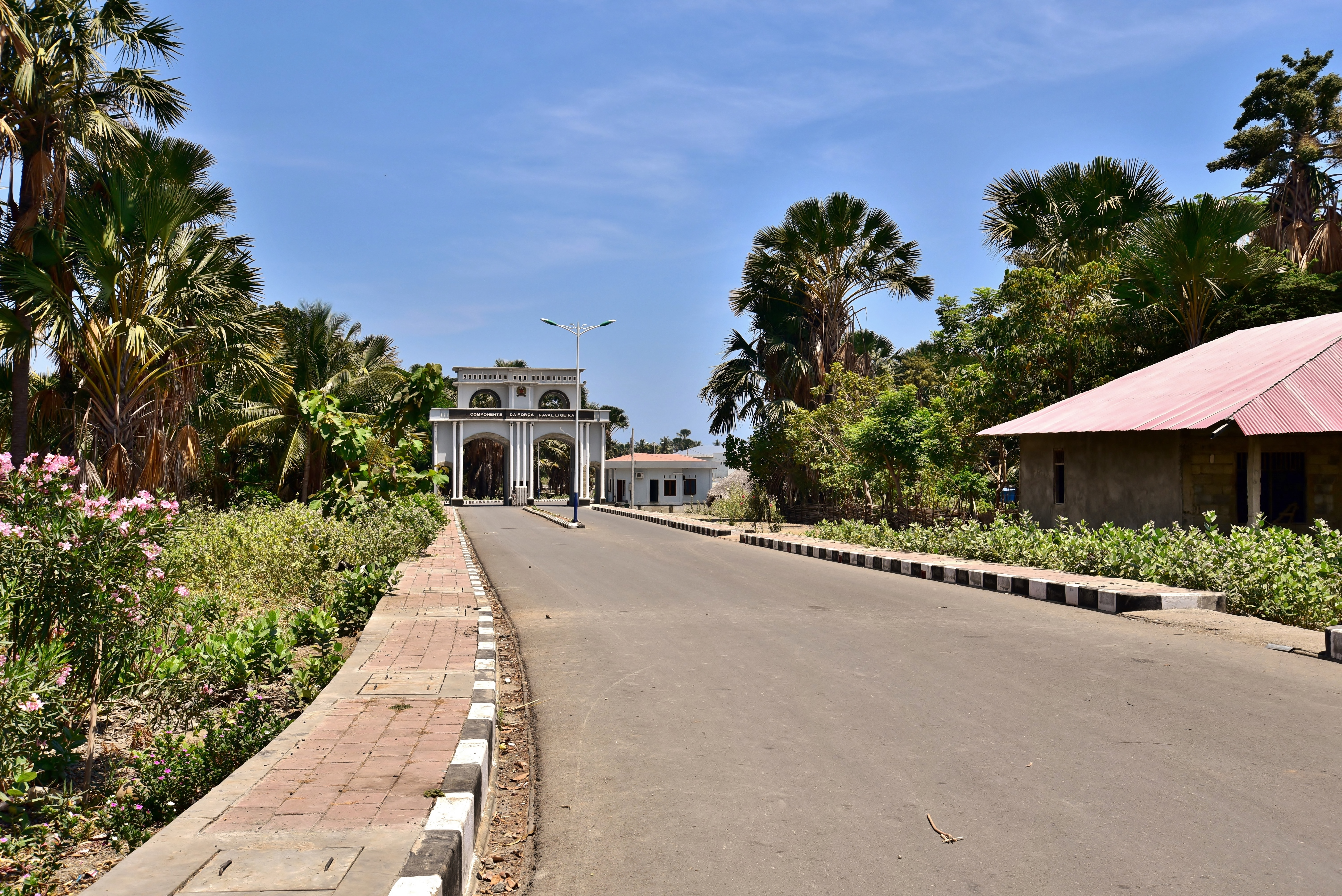
Eingang zur Marinebasis

## Einwohner

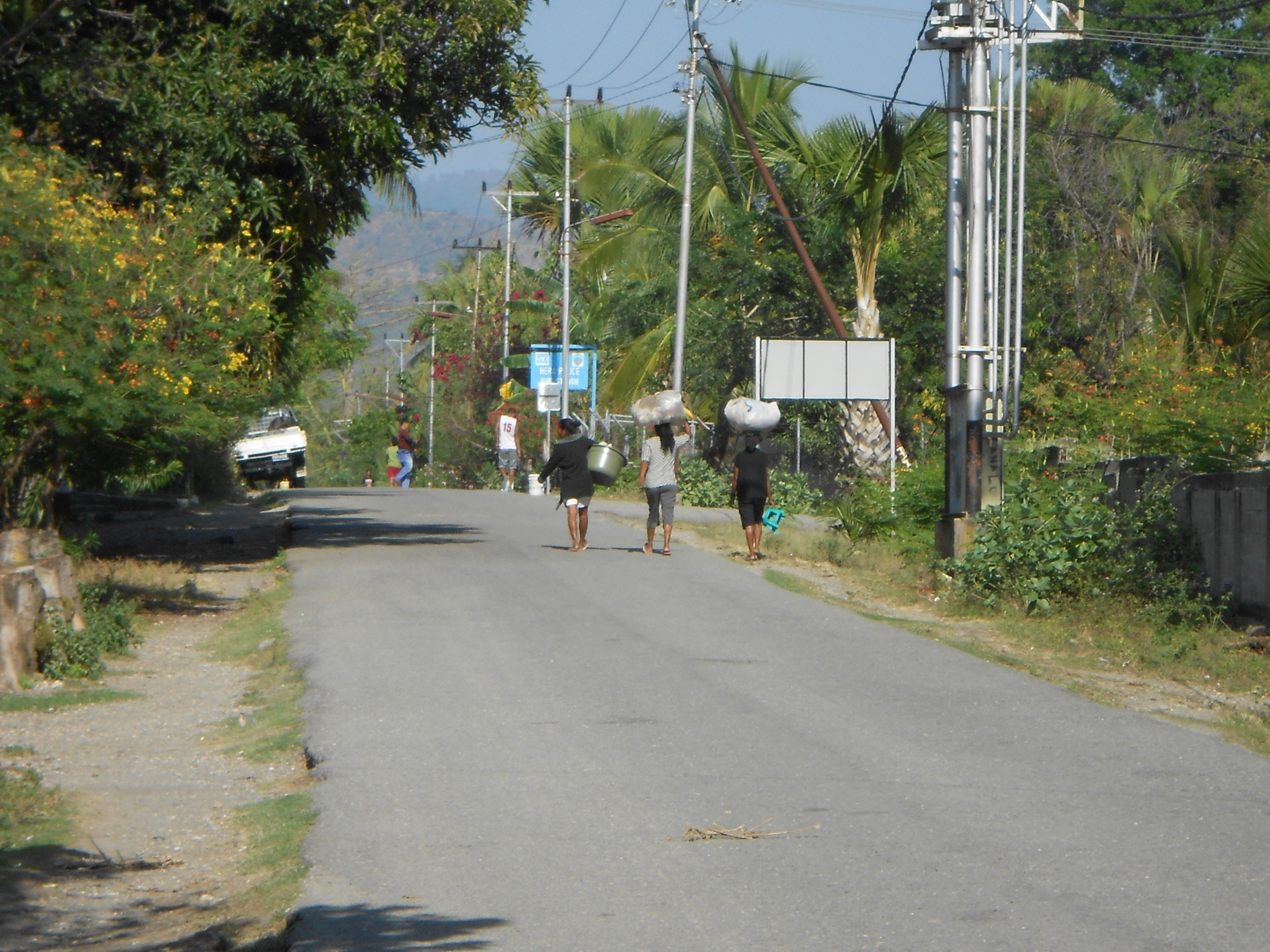
Straße bei der Polizeistation

In Hera leben 12.758 Einwohner (2022), davon sind 6.586 Männer und 6.172 Frauen. 10.325 von ihnen wohnen in einer urbanen Umgebung, 2.433 im ländlichen Teil des Sucos. Im Suco gibt es 2.276 Haushalte. Die meisten Einwohner sind Kaladi, Timoresen des westlichen Osttimor. An der Küste wird der als Amtssprache Osttimors übliche Dialekt Tetum Prasa gesprochen. Fast 72 % der Einwohner geben Tetum Prasa als ihre Muttersprache an. 6,5 % sprechen Lolein. Sie leben in Hera und Becora Leten, ein Subdialekt des Isní. Er wurde dort von Einwanderern aus Turiscai im 19. Jahrhundert eingeführt. Über 12 % sprechen Mambai, fast 8 % Makasae und Minderheiten Tetum Terik oder Nanaek.

## Geschichte

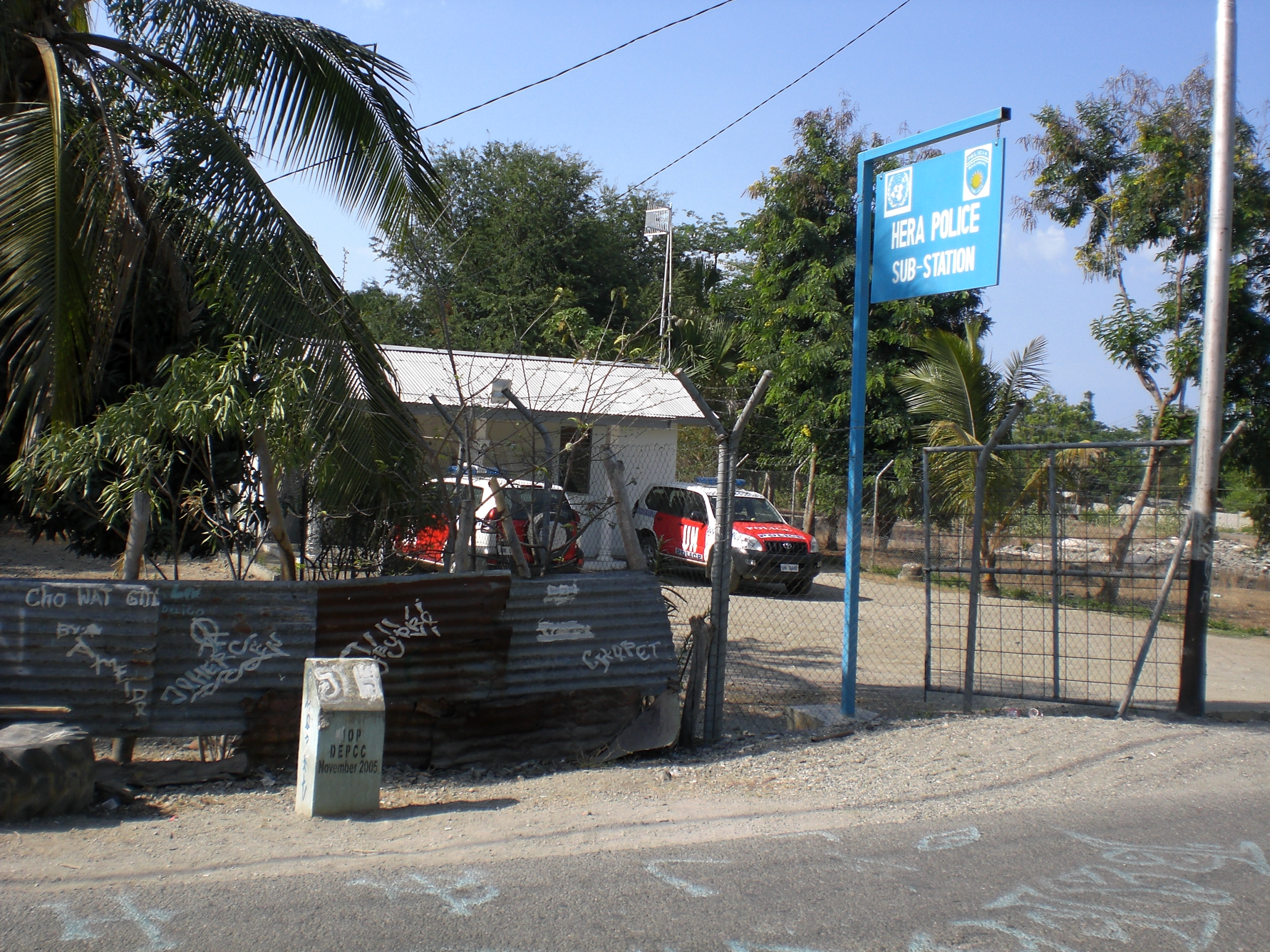
Polizeistation Hera mit UN-Polizeifahrzeugen (2009)

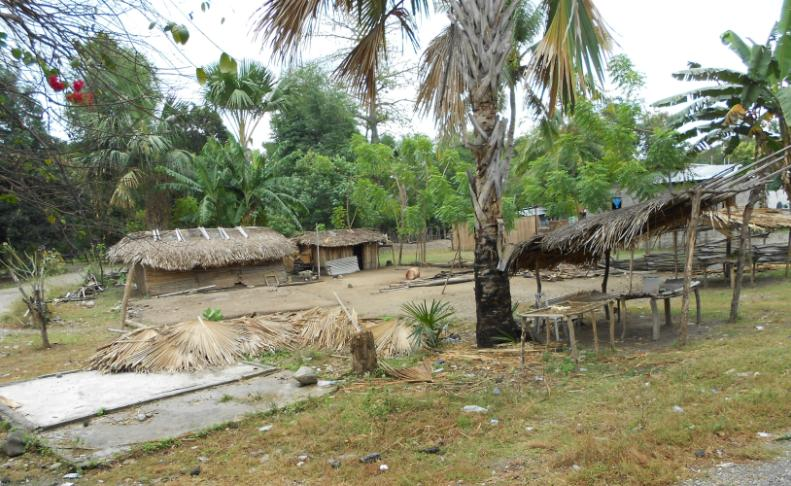
Hütten in Hera (2011)

Hera war eines der traditionellen Reiche Timors, die von einem Liurai regiert wurden. Es erscheint auf einer Liste von Afonso de Castro, einem ehemaligen Gouverneur von Portugiesisch-Timor, der im Jahre 1868 47 Reiche aufführte.
1668 schloss Königin Bealou von Hera ein Bündnis mit der Niederländischen Ostindien-Kompanie (VOC), doch eine Flotte der Topasse beendete schnell das Bündnis und führte Hera wieder zurück in die portugiesische Oberhoheit.
Das Erdbeben von Timor 1857 löste am 13. Mai einen Tsunami aus, der das gesamte Dorf Hera überflutete.
1867 leistete Hera den Portugiesen Waffenhilfe gegen das rebellierende Reich von Vemasse (siehe Die Rebellion in Leimea, Vemasse und Sanirin). Im Januar 1894 unterzeichnete der Liurai von Hera einen schriftlichen Vertrag über seinen Vasallenstatus gegenüber Portugal.
Vor dem Referendum von 1999 und den damit verbundenen Unruhen lebten 6069 im Suco Hera. Ein Großteil der Bevölkerung floh in die Berge, als pro-indonesische Milizen die Bewohner ab Juli 1999 angriffen. Bis August hatten die meisten Menschen ihre Häuser verlassen. Markt und Hafen wurden am 6. August geschlossen. 30 Prozent von Hera wurde zerstört, viele Bewohner wurden getötet. Nach dem Eingreifen der INTERFET kehrten die Menschen in die Orte zurück. Im Januar 2000 lebten nur 3413 Personen in Hera. Im Februar 2000 waren es schon wieder 3734. 2006 lag die Bevölkerungszahl bei etwa 6800.
Während der Unruhen von 2006 waren ab Ende April erneut die meisten Einwohner Heras auf der Flucht. Am 21. Mai kam es zu vereinzelten Schießereien in den Hügeln rund um Hera. Während die Kaladi in die Berge flohen, brachte sich die Minderheit der Firaku (ursprünglich aus dem Osten des Landes stammende Timoresen) im umzäunten Marinestützpunkt zusammen mit Firaku, die aus Dili geflohen waren, in Sicherheit.
Durch starke Regenfälle vom 10. zum 12. Januar 2010 und einer daraus entstehenden Überflutung wurden der Ort Hera und die Militärbasis schwer beschädigt. Erneute Überschwemmungen 2020 zerstörten die Escola do Ensino Básico Akanunu.

## Politik

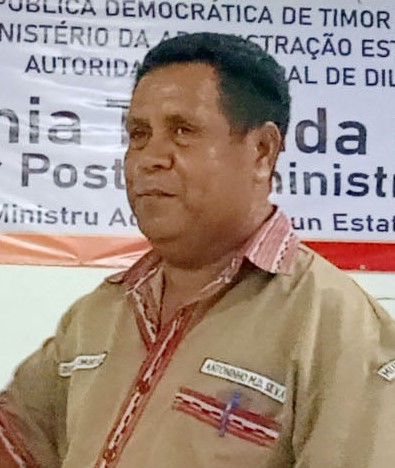
Antoninho Marcos da Silva (2022)

Bei den Wahlen von 2004/2005 wurde Simão Pedro Ribeiro zum Chefe de Suco gewählt und am 9. Oktober 2009 in seinem Amt bestätigt. 2016 gewann Antoninho Marcos da Silva.

## Wirtschaft

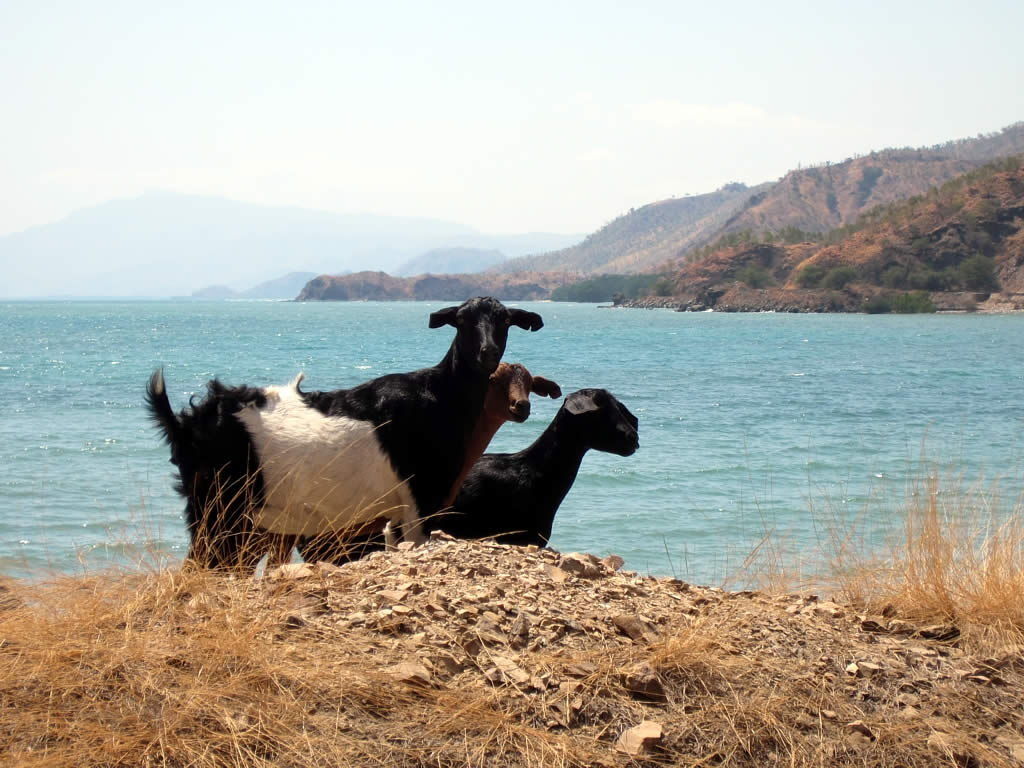
Ziegen an der Küste von Hera

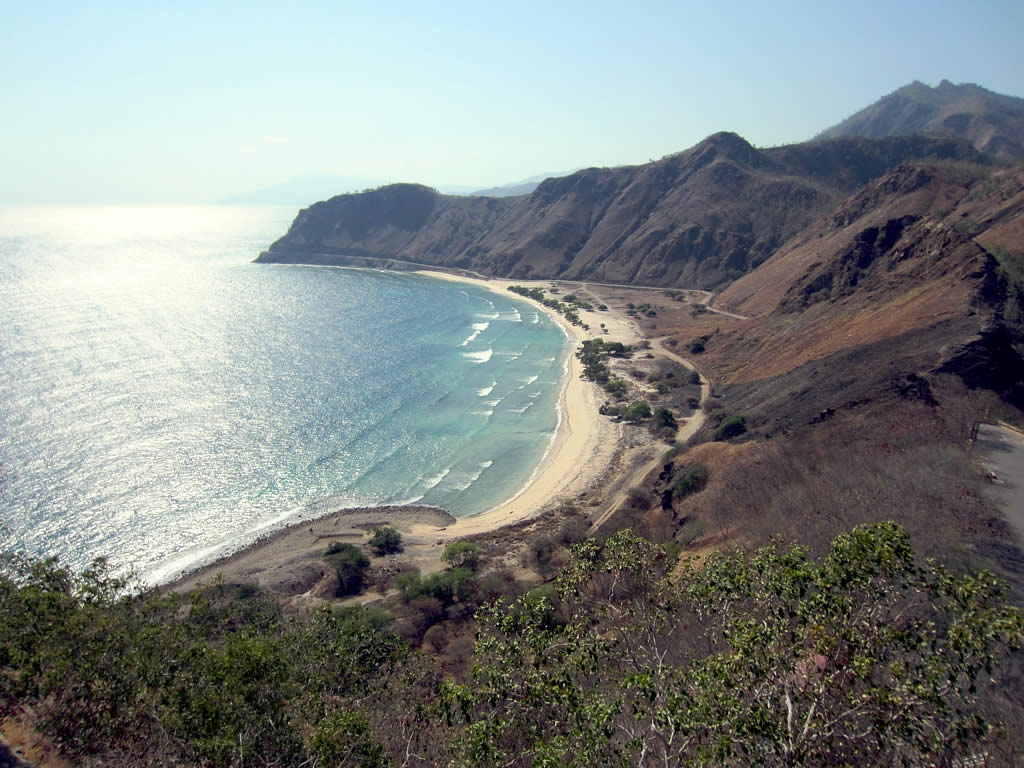
Der Strand Dolok Oan am Westende von Hera, nahe der Christusstatue von Dili

Neben Fisch, der im Meer gefangen wird, ernährt sich die Bevölkerung von ihren landwirtschaftlichen Erzeugnissen: Hühner, Eier, Ziegen, Schweine, Rinder, Büffel, Milch, Kokosnüsse, Auberginen, Jackfrucht, Cassava, Schlangenbohnen, Brotfrucht, Ananas, Mangos, Bananen und Gemüse.
Während der Gewaltwelle von 1999 wurden eine kleine Eisfabrik, ein Fernsehstudio und eine Werft für Fischerboote zerstört. Lange Zeit bot nur die Basis der osttimoresischen Marine einige Arbeitsplätze.
Am 29. November 2011 ging das Kraftwerk Hera mit sieben Generatoren und 119 MW Gesamtleistung in Betrieb, das die Gemeinden Dili und Liquiçá mit Strom versorgt. Seit 2012 wird das Kraftwerk von der finnischen Firma Wärtsilä betrieben. Heineken eröffnete in Hera 2018 eine Brauerei und Abfüllstation für Limonaden.